# Steve Crawshaw
Pour les articles homonymes, voir Crawshaw.
Steve Crawshaw est l'ancien président de la banque britannique Bradford & Bingley,,,,.